# IN-LE i VI-LE
Són els dos termes amb què la Europol (i per extensió totes les policies europees) denomina aquell tipus d'estratègies o comportaments dels grups criminals que es caracteritzen per interferir les decisions de les institucions judicials i/o policials mitjançant una influència corrupta (IN-LE) o exercint directament la violència (VI-LE) sobre elles. Provenen dels termes anglesos influence against law enforcement i violence against law enforcement. Aquestes estratègies també serveixen a l'Europol per classificar els grups criminals que les utilitzen.

## Característiques
Una estratègia IN-LE és aquella que a través de petits i mitjans suborns o amenaces pretén corrompre l'administració judicial o policial perquè facin "els ulls grossos" i evitar així que el grup criminal sigui detectat, o fins i tot per obstaculitzar els processos judicials en marxa.
En canvi es parla de VI-LE quan els grups criminals agredeixen testimonis o víctimes que els han denunciat a les autoritats. Quan un grup criminal fa aquest salt qualitatiu d'advertir les víctimes perquè no els denunciïn (que seria una estratègia VI-SO) a castigar-les un cop ja ho han fet és perquè tenen plena confiança en el seu potencial. Cal tenir en compte que la causa de les reticències per denunciar aquests grups no és només la seva violència directa que hagin pogut exercir sobre una persona sinó també la reputació general que s'hagin guanyat en la societat, és a dir: la por.
Un grau encara més alt de VI-LE és la violència exercida sobre el personal judicial o policial. Quan el grup criminal és expert en les dues estratègies per influir i agredir policies i tribunals també se'l pot qualificar d'IN-VI-LE. En aquests casos és molt probable que exerceixi també habitualment la VI-SO.